# Changuinola
Changuinola is een stad en gemeente (in Panama un distrito genoemd) in de provincie Bocas del Toro in Panama. De gemeente bestaat sinds 2015 (95.000 inw.) uit devolgende dertien deelgemeenten (corregimiento): Changuinola (de hoofdplaats, cabecera), Barriada 4 de Abril, Cochigró, El Empalme, El Silencio, El Teribe, Finca 30, Finca 6, Finca 60, Guabito, La Gloria, Las Delicias en Las Tablas.